# White Cloud (Michigan)
White Cloud – miasto w Stanach Zjednoczonych, w stanie Michigan, siedziba administracyjna hrabstwa Newaygo.